# Токтаи
Токтаи — деревня в Яранском районе Кировской области России. Входит в состав Никольского сельского поселения.

## География
Деревня находится в юго-западной части Кировской области, в зоне хвойно-широколиственных лесов, к северу от автодороги 33Р-008, на расстоянии приблизительно 10 километров (по прямой) к северо-востоку от города Яранска, административного центра района. Абсолютная высота — 142 метра над уровнем моря.
Климат
Климат характеризуется как умеренно континентальный, с умеренно холодной снежной зимой и тёплым летом. Среднегодовая температура — 2 — 2,3 °C. Средняя температура воздуха самого холодного месяца (января) составляет −13,6 °C (абсолютный минимум — −46 °С); самого тёплого месяца (июля) — 18,3 °C (абсолютный максимум — 37 °С). Безморозный период длится в течение 117 дней. Годовое количество атмосферных осадков — 639 мм, из которых 405 мм выпадает в период с апреля по октябрь. Снежный покров держится в течение 162 дней.

## Население
| 2010 |
| ---- |
| 33   |

Половой состав
По данным Всероссийской переписи населения 2010 года в гендерной структуре населения мужчины составляли 36,4 %, женщины — соответственно 63,6 %.
Национальный состав
Согласно результатам переписи 2002 года, в национальной структуре населения марийцы составляли 74 % из 58 чел., русские — 26 %.